# 戈羅多維奇
49°32′17″N 22°55′40″E / 49.53806°N 22.92778°E
戈羅多維奇（烏克蘭語：Городовичі），是烏克蘭西部的村莊，隸屬利維夫州的桑比爾區。該村面積1.79平方公里，海拔高度324米，2001年人口782，人口密度每平方公里436.38人。